# Lerista greeri
Lerista greeri är en ödleart som beskrevs av  Storr 1982. Lerista greeri ingår i släktet Lerista och familjen skinkar. Inga underarter finns listade i Catalogue of Life.